# Musée Bible et Orient
Le Musée Bible et Orient, également appelé « Musée BIBLE+ORIENT », est un musée d'art ancien situé à Fribourg, en Suisse.
Il est à la fois une exposition d’art miniature de l’Égypte et de l’Orient ancien et un projet pour l’élaboration d’un musée moderne où les textes – bibliques et non-bibliques – seront comparés avec les données archéologiques, épigraphiques et iconographiques. Cette confrontation a pour but d’encourager la mise en place d’un dialogue inter-religieux.

## Responsabilité institutionnelle
Le canton de Fribourg, l’Université de Fribourg et l’Association « Projet BIBLE+ORIENT » créent en 2005 la Fondation BIBLE+ORIENT, afin de mettre en valeur la collection et de favoriser son développement. Le but à atteindre est double : il s’agit à la fois de faire en sorte que la collection soit accessible au public, mais par là aussi de réfléchir à l’élaboration et au fonctionnement d’un futur musée de la Bible et de l’Orient.

## Création et buts
Déjà en tant qu’étudiant, le scientifique spécialiste de la Bible et de la religion et égyptologue Othmar Keel collectionnait pendant ses voyages dans les anciens territoires de l’Asie Mineure et de l’Orient ancien des supports d’images miniatures tels que des sceaux-cylindres, des scarabées et des amulettes. Cet « art miniature », qui se laisse facilement transporter sur de longues distances, permettait, il y a trois à cinq mille ans, de diffuser, presque comme un moyen visuel de communication de masse, d’importants motifs et symboles. Il permet de retracer l’histoire de symboles de protection et de pouvoir autrefois très importants et révèle aujourd’hui l’étroite relation de la Bible avec l’environnement de l’Orient ancien. Othmar Keel a constaté que sans la connaissance de ces symboles, beaucoup de comparaisons, symboles et visions bibliques ne peuvent pas être compris de manière appropriée. Il a explicité grâce à eux, de manière très générale, la signification de l’histoire culturelle de l’Orient ancien pour la science biblique.
Lorsque les textes bibliques sont interprétés dans leur contexte historique, une compréhension fondamentaliste et bibliciste peut être évitée. Qui plus est, cette manière de procéder montre les relations entre l’islam et le judaïsme, entre le christianisme et le judaïsme, entre le judaïsme et le paganisme de l’Orient ancien, et relativise ainsi la prétention à l’absolu des religions monothéistes.
Par la suite, Othmar Keel et ses collègues ont continué à rassembler des objets pour compléter avec succès la collection de ces objets dignes de valeur. Le but à moyen terme est d’ériger un musée, pour viser à de nouvelles voies dans la transmission du savoir.

### État actuel de la collection

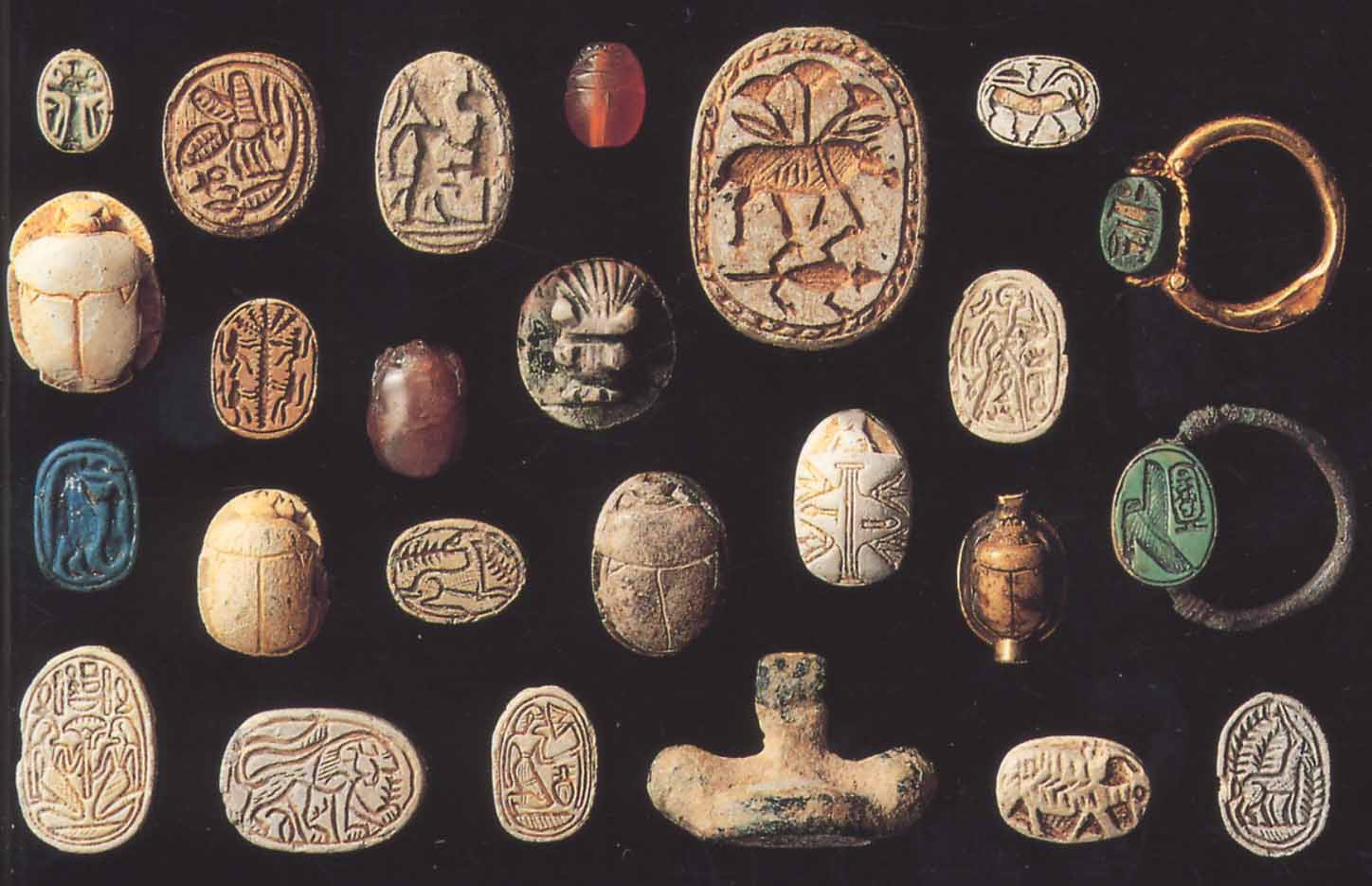
Art miniature de l’Orient anciens

Depuis 1975, plus de 15 000 objets du Proche-Orient ancien ont été rassemblés grâce à des donations et des acquisitions. Beaucoup de ces objets sont présentés dans une exposition permanente avec 60 tiroirs éclairés et 6 vitrines, qui véhiculent un aperçu plein de sens dans le monde de l’Orient ancien, d’où est issue la Bible.
Parmi eux on compte notamment : des bifaces de Syrie datés du début du paléolithique ; des sceaux-cylindres d’Asie mineure, en particulier d’Akkad, de la Babylonie ancienne, de la Syrie antique, de Mittani (état au nord de la Syrie) et d’Assyrie ; des sceaux-tampons d’Asie Mineure, de l’époque préhistorique et de l’âge du fer ; des terres cuites, des idoles et des amulettes d’Asie Mineure ; des tablettes cunéiformes, de l’époque akkadienne ancienne jusqu’à l’époque perse, en partie avec des empreintes de sceaux ; des récipients de Palestine, entre autres découverts lors de fouilles sur le Tel Quinneret (Israël) ; des scarabées et des sceaux-amulettes d’Égypte (la troisième plus grande collection de ce type au monde) ; des scarabées gravés et des amulettes en forme de scarabées ; des amulettes et des bronzes égyptiens ; diverses formes d’amulettes égyptiennes ; des stèles, des bronzes et des reliefs de l’Égypte ancienne ; des tablettes en argile ; des outils ; des armes ; de la céramique ; des manuscrits bibliques ; des rouleaux de la Torah et du Livre d’Esther ; un Pentateuque samaritain ; des extraits du Coran ; des monnaies ; des lampes ; une collection d’objets ethnologiques de Palestine.

### Expositions temporaires

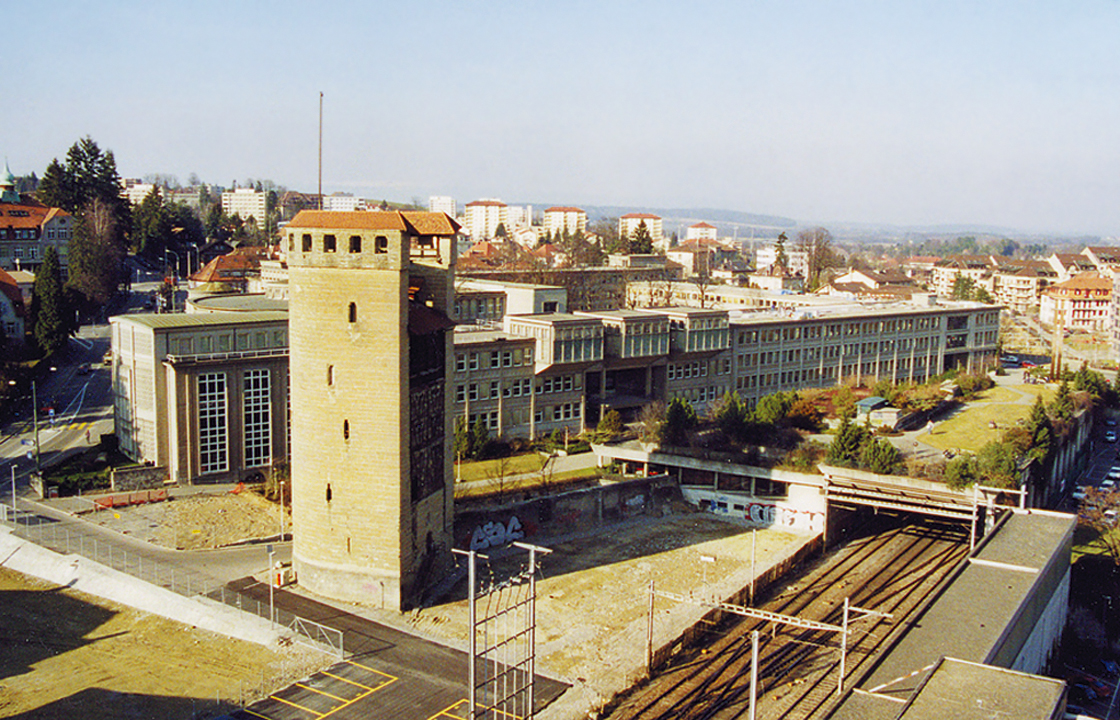
Tour Henry

Avec une partie des collections et des études interprétatives qui en sont issues, les expositions suivantes ont été conçues, réalisées et présentées ces dernières années avec un succès considérable, en Suisse et en Allemagne : « Tiere in der Bibel (Les animaux du 6ème jour), « Werbung für die Götter » (exposition en allemand uniquement), « Salomons Tempel » (Le Temple de Salomon), « Vertikale Ökumene » (Œcuménisme vertical, en allemand uniquement), « Gott weiblich » (L’Éternel féminin) .

## Projet de musée
Entre la gare de la ville de Fribourg et l’Université s’élève une tour de garde réalisée en 1415 et haute de 33 mètres, inutilisée depuis des décennies. En 1998, le canton de Fribourg acheta le terrain et la « Tour Henri ». Dans la perspective de l’aménagement d’un musée dans la tour et sur la parcelle qui l’entoure, une étude de faisabilité a été réalisée.